# Sainte-Croix-aux-Mines
Sainte-Croix-aux-Mines je francouzská obec v departementu Haut-Rhin v regionu Grand Est. V roce 2014 zde žilo 2 004 obyvatel.

## Poloha obce
Obec leží u hranic departementu Haut-Rhin s departementem Vosges.
Sousední obce jsou: Lièpvre, Lubine (Vosges), Lusse (Vosges), Rodern, Ribeauvillé, Rombach-le-Franc, Sainte-Marie-aux-Mines a Wisembach (Vosges).

## Vývoj počtu obyvatel
Počet obyvatel